# Anthonomus eugenii
Anthonomus eugenii (auch Paprikarüssler) ist ein Käfer aus der Familie der Rüsselkäfer (Curculionidae). Er zählt in den südlichen Bundesstaaten der USA, in Mexiko, Mittelamerika, auf einigen Inseln der Karibik sowie auf Hawaii zu den wirtschaftlich bedeutendsten Schädlingen an Paprika (Capsicum).

## Merkmale
Die Käfer haben einen ovalen Körper und erreichen eine Länge von 2 bis 3,5 Millimetern und eine Breite von 1,5 bis 1,8 Millimetern. Sie haben eine graue bis dunkel rotbraune oder fast schwarze Körperfarbe. Halsschild, Deckflügel und auch die Beine sind mit hellen Schuppen bedeckt. Die Deckflügel tragen Längsreihen mit feinen Punkten. Die für die Familie charakteristischen Rüssel sind etwas länger als Kopf und Halsschild zusammen. Die vorderen zwei Drittel der Tibien sind gelborange gefärbt. Die langen und dünnen Fühler tragen am Ende eine längliche Keule. Die Femora haben einen kleinen scharfen Dorn.
Abgesehen von einer Genitaluntersuchung, die wie bei fast allen Insekten eindeutige Ergebnisse liefert, kann man die Männchen eindeutig anhand eines Fortsatzes am Ende der Tibien des mittleren Beinpaares identifizieren. Beide Geschlechter besitzen solche Fortsätze an allen Beinpaaren, bei etwa 80-facher Vergrößerung betrachtet kann man aber erkennen, dass die der männlichen Mesotibiae deutlich größer und dicker als die der Weibchen und zudem leicht gewölbt sind. Zudem unterscheiden sich die Weibchen von den Männchen durch ein etwas schmaleres und weniger stark punktiertes Rostrum, und der Abstand von den Fühlereinlenkungen zu den Mundwerkzeugen ist etwas größer. Diese zuletzt genannten Merkmale sind zwar klar als Sexualdimorphismen bestätigt, es ist aber nicht einfach, ohne Abgleich mehrerer Exemplare allein mittels dieser Merkmale eine klare Geschlechtsbestimmung durchzuführen.
Die Larven sind nach dem Schlupf 0,8 bis 1,5, im Durchschnitt 1,0 Millimeter lang. Sie erreichen eine Länge von 2,2 bis 5, durchschnittlich 3,3 Millimetern und haben eine glänzend weiße bis gräuliche Körperfarbe.
Die Mandibeln, die zunächst braun gefärbt sind und eine schwarze Spitze haben, dunkeln im zweiten Larvenstadium zu einem Dunkelbraun oder Schwarz aus. Die Kopfkapsel ist anfangs cremefarben, später hellgelb bis braun. Die Larven besitzen keine ausgebildeten Thorakalbeine und tragen wenige lange Borsten.

## Lebensweise

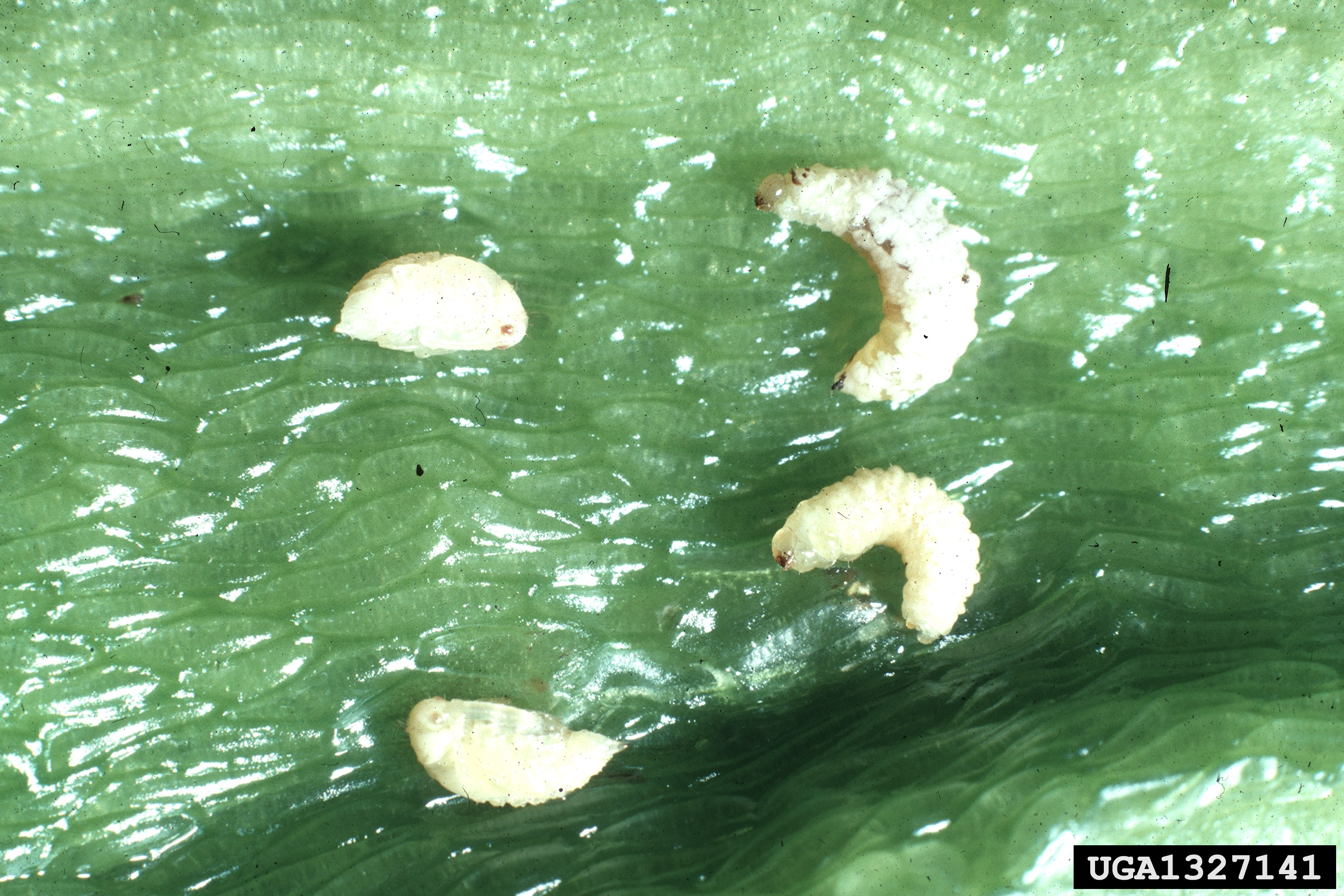
Larven und Puppen in einer Paprika-Frucht

Anthonomus eugenii kann in den warmen Regionen seiner Verbreitung das ganze Jahr über in allen Stadien angetroffen werden. Im vergleichsweise etwas kühleren Florida ist er zwischen März und Juni am häufigsten und fehlt im Dezember und Januar. Die Art überwintert nur dort, wo ihre Nahrungspflanzen das ganze Jahr über wachsen, da sie keine Diapause einlegen und deswegen ganzjährig auf Nahrung angewiesen sind. Zwei Tage nach dem Schlupf erfolgt die Paarung, die sich meist mehrmals wiederholt, obwohl das Weibchen bereits nach der ersten für den Rest ihres Lebens befruchtet ist. Vermutlich abhängig von der Temperatur werden zwei bis acht Tage nach der Paarung die Eier abgelegt. Männliche Käfer sondern ein Aggregationspheromon ab, das Individuen beider Geschlechter anlockt. Die Tiere können gut fliegen, breiten sich jedoch insbesondere durch den Transport von landwirtschaftlichen Erzeugnissen über größere Distanzen aus.

### Nahrungspflanzen
Die Larven von Anthonomus eugenii entwickeln sich ausschließlich an Nachtschattengewächsen (Solanaceae) der Gattungen Paprika (Capsicum) und Nachtschatten  (Solanum). Die Imagines fressen aber auch an anderen Nachtschattengewächsen wie beispielsweise an Blasenkirschen (Physalis), Stechäpfeln (Datura), Petunien (Petunia) oder Tabak (Nicotiana). In der Landwirtschaft werden insbesondere alle Arten und Sorten von Paprika befallen, bei Tomatillos (Physalis philadelphica) ebenso wie Auberginen (Solanum melongena), die in der Nähe von Paprika wachsen, ist der Befall nur mäßig.

## Entwicklung

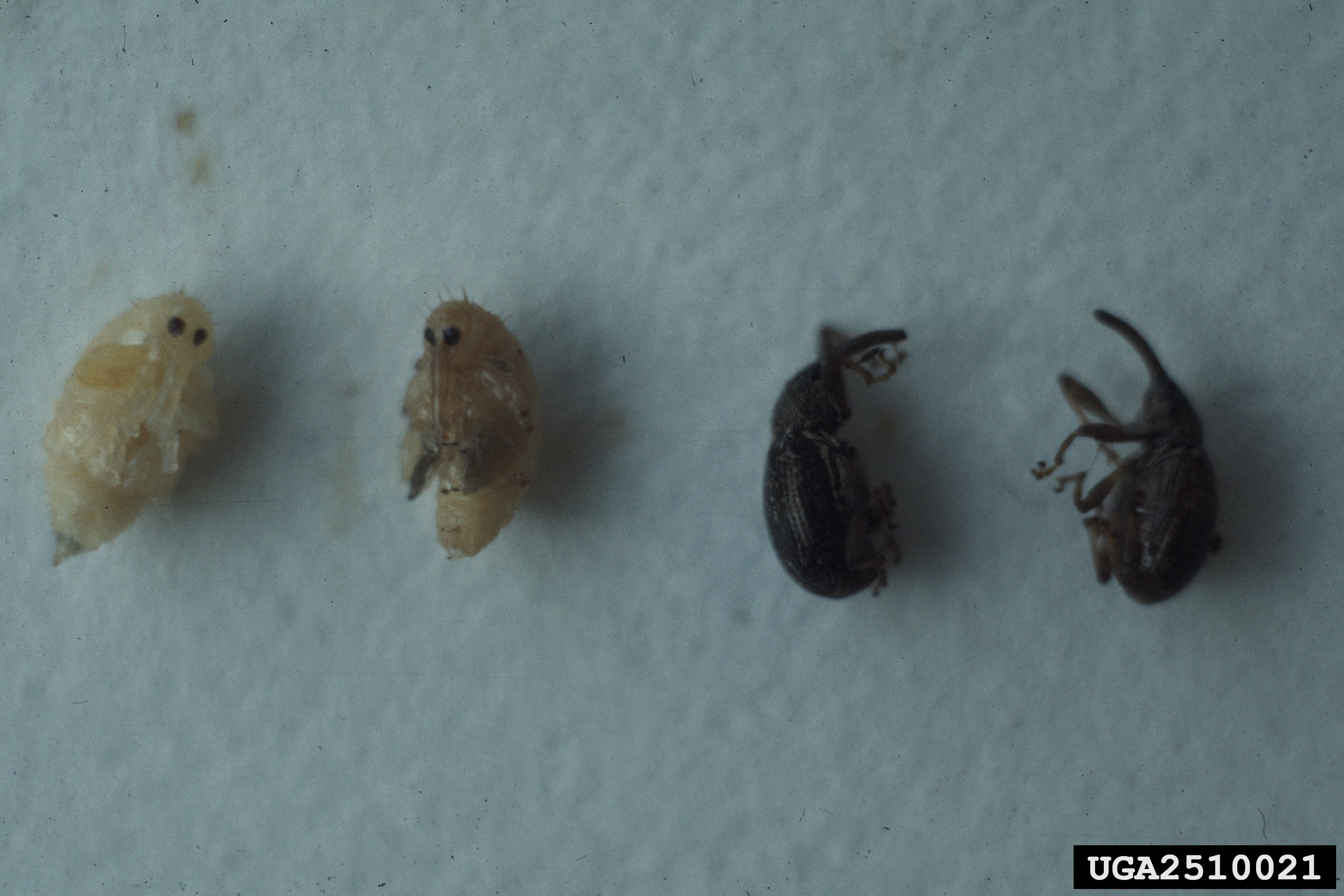
Puppen und adulte Tiere

Die Weibchen legen ihre Eier meist einzeln nahe einer Knospe bzw. einer unreifen Frucht auf der Nahrungspflanze ab. Sie graben dazu eine leichte Mulde in das Gewebe, die später das Ei beinhaltend mit einem braunen, aushärtendem Sekret verschlossen wird. Durchschnittlich werden innerhalb von 72 Tagen 341 Eier abgelegt, meist fünf bis sieben pro Tag. Ein Weibchen kann maximal bis zu 600 Eier legen. Die Eier sind leicht oval und haben ein Ausmaß von 0,53 mal 0,39 Millimetern. Sie haben eine glänzende, weiche, aber robuste Hülle, die anfangs perlweiß, später gelb ist. Nach drei bis fünf Tagen schlüpfen die Larven. Die Art besitzt drei Larvenstadien. Die Entwicklung vom Schlupf bis zur ausgewachsenen Imago dauert im Sommer zwischen 16 und 23, im Durchschnitt 20,9 Tage. Im Frühjahr und Herbst ist die Entwicklung etwas langsamer und ist auch abhängig von der Witterung. Im Durchschnitt können sich so drei bis fünf Generationen pro Jahr entwickeln, in manchen Regionen, beispielsweise in Kalifornien, können es unter guten Bedingungen auch bis zu acht sein.
Die Larven ernähren sich entweder von den noch unreifen Staubgefäßen oder von den jungen Samenanlagen innerhalb der Blütenknospe, wobei Knospen und junge Früchte angestochen werden, um Pflanzensaft zu saugen. Sind keine solchen mehr vorhanden, werden auch die Blätter der Pflanzen angestochen. Die Larven sind sehr aggressiv gegenüber Artgenossen, sodass nur eine einzelne innerhalb einer Blüte bzw. Frucht überlebt. Lediglich in größeren Früchten können mehrere Larven auftreten. Bereits nach ungefähr zwei Tagen findet die erste Häutung statt, die zweite nach erneut etwa zwei Tagen. Die Verpuppung findet nach zirka weiteren 3,5 Tagen statt. Dazu formt die Larve innerhalb von ein bis acht (durchschnittlich 4,9) Tagen eine Aushöhlung innerhalb der Frucht, welche mit Kot verschlossen wird. Darin findet die Verpuppung statt. Die Puppe ist anfangs weiß, später gelblich und hat dann braune Augen. Sie sieht als freie Puppe (Pupa libera) dem späteren adulten Tier sehr ähnlich. Nach drei bis sechs Tagen schlüpfen die adulten Käfer. Bereits direkt nach dem Schlupf aus der Puppe wird an den Pflanzen gefressen, die Käfer verweilen aber noch drei bis vier Tage innerhalb der Frucht und schneiden sich dann durch ein kreisrundes, glattes Loch nach außen. Ihre Lebensdauer beträgt ungefähr drei bis vier Monate.

## Verbreitung
Das ursprüngliche Vorkommen der Art erstreckte sich über Mittelamerika, wie beispielsweise auf Guatemala und El Salvador. Sie breitete sich nach und nach über Mexiko über den gesamten Süden der Vereinigten Staaten aus. Darüber hinaus gibt es Meldungen aus New Jersey, North Carolina und Hawaii. Sie kommen aber auch in der Karibik und in Südamerika vor. Das Vorkommen der Art beschränkt sich auf Gebiete, in denen ihre Nahrungspflanzen das ganze Jahr über wachsen.

## Schadwirkung
Durch den Fraß beziehungsweise die Entwicklung in Knospen und Früchten beginnen diese zu faulen und werden braun. Man kann den Befall durch Anthonomus eugenii gut an zahlreichen unreif zu Boden gefallenen Früchten erkennen. Dünnwandige Früchte sind davon stärker betroffen als dickwandige. Die Einstichstellen der adulten Tiere kann man als braune Sprenkel erkennen. Adulte Tiere sind deutlich weniger schädlich, rufen aber gelegentlich Deformierungen oder Pilzerkrankungen hervor.
Im kommerziellen Paprika-Anbau können durch Befall durch Anthonomus eugenii etwa 50 % der Früchte durch frühzeitiges Abwerfen verloren gehen, in Experimenten wurde bei frühem Befall der Pflanzen und ausbleibender Bekämpfung ein Verlust von bis zu 90 % der Ernte nachgewiesen. Oftmals muss sogar auf die komplette Ernte verzichtet werden, um nicht durch den Verkauf befallener Früchte eine weitere Ausbreitung zu verursachen.

## Feinde

### Natürliche Feinde
Zu den Feinden der Art zählt die Brackwespe Bracon mellitor und die Erzwespe Catolaccus hunteri, die sich als Parasitoide in Anthonomus eugenii entwickeln. Von ihnen werden bis zu 26 % der Käferpopulationen befallen, sie sind aber nicht ausschließlich auf die Art spezialisiert, weswegen sie keine wichtige Rolle bei der Bekämpfung des Käfers spielen. Vor 1950 wurde zweimal versucht, mehrere Parasitoide in den Vereinigten Staaten anzusiedeln, die A. eugenii, aber auch A. grandis bekämpfen sollten, dies schlug allerdings fehl. Mittlerweile sind Parasitoiden aus elf Gattungen bekannt, wobei von Brackwespen der Gattung Urosigalphus und von Triaspis eugenii vermutet wird, dass sie die Käfer am effektivsten bekämpfen können, da sie auf sie spezialisiert sind und die einzigen bekannten Parasitoide sind, die auch ihre Eier befallen und so Schäden an den Pflanzen verhindern können. Auch sind die Eier der Käfer das am meisten verletzliche Stadium, da sie außerhalb der Früchte gelegt werden. Dies äußert sich auch im relativ hohen Befall von diesen beiden Arten; T. eugenii konnte an 18 bis 40 %, Arten der Urosigalphus an 30 % der im Freiland gefundenen Eier nachgewiesen werden. Im Labor wurden Werte zwischen 70 und 90 % erzielt, was auf ein deutlich höheres Potential schließen lässt.

### Bekämpfung durch den Menschen
Um einen Befall durch Anthonomus eugenii vorzubeugen, werden abgeerntete Paprikapflanzen sofort vom Feld entfernt, um somit den Tieren die Nahrungsgrundlage zu entziehen. Ebenso müssen alle anderen Nachtschattengewächse im Feld und am Feldrand entfernt werden. Es ist aber trotzdem notwendig, wöchentlich auf Befall zu kontrollieren und dabei verschiedene Stellen vor allem am Feldrand zu untersuchen, da sich der Befall oftmals nur langsam von einem Ort starken Befalls über das gesamte Feld ausbreitet.
Als Insektizide gegen einen Befall durch Anthonomus eugenii sind in den USA Permethrin, Oxamyl, Esfenvalerat und Kryolith zugelassen. Wurde der Befall einmalig festgestellt, ist eine regelmäßige Anwendung und weitere gründliche Kontrolle über die Befallsentwicklung notwendig. Nach Anwendung dieser Mittel ist vor der Ernte eine Ruhephase einzuhalten, beim Einsatz von Kryolith ist ein Waschen der Früchte nach der Ernte ausreichend. Mit Hilfe von Insektiziden können jedoch nur die adulten Stadien des Käfers bekämpft werden, da die Larven innerhalb der Früchte geschützt sind.

## Belege
- University of Hawaii, College of Tropical Agriculture and Human Resources, and Hawaii Department of Agriculture: Knowledge Master (englisch)
- John L. Capinera: Pepper weevil. University of Florida, abgerufen am 22. Februar 2013.